# یواس‌اس اوکیناوا (سی‌وی‌ئی-۱۲۷)
یواس‌اس اوکیناوا (سی‌وی‌ئی-۱۲۷) (به انگلیسی: USS Okinawa (CVE-127)) یک کشتی بود. این کشتی در سال ۱۹۴۵ ساخته شد.